# Mistrzostwa Islandii w Lekkoatletyce 1934
8. Mistrzostwa Islandii w Lekkoatletyce – zawody lekkoatletyczne, które odbyły się w lipcu 1934 w Reykjavíku.

## Rezultaty

### Mężczyźni
| Konkurencja:                    | 1. miejsce                | Rezultat  |
| Bieg na 100 metrów              | Garðar Svavar Gíslason    | 11,4      |
| Bieg na 200 metrów              | Garðar Svavar Gíslason    | 24,4      |
| Bieg na 400 metrów              | Ólafur Guðmundsson        | 55,9      |
| Bieg na 800 metrów              | Ólafur Guðmundsson        | 2:08,8    |
| Bieg na 1500 metrów             | Gísli Kærnested           | 4:41,1    |
| Bieg na 5000 metrów             | Sverrir Jóhannesson       | 17:03,8   |
| Bieg na 10 000 metrów           | Karl Sigurhansson         | 35:51,9   |
| Bieg na 110 metrów przez płotki | Karl Friðrik Vilmundarson | 18,9      |
| Sztafeta 4 × 100 metrów         | Sveit KR                  | 48,6      |
| Skok wzwyż                      | Helgi Eiríksson           | 1,59      |
| Skok o tyczce                   | Karl Friðrik Vilmundarson | 3,03      |
| Skok w dal                      | Karl Friðrik Vilmundarson | 6,11      |
| Trójskok                        | Daníel Loftsson           | 12,61     |
| Pchnięcie kulą                  | Sigurður I Sigurðsson     | 10,76     |
| Rzut dyskiem                    | Júlíus Snorrason          | 35,69     |
| Rzut oszczepem                  | Kristján Vattnes          | 45,96     |
| Pięciobój                       | Karl Friðrik Vilmundarson | 2386 pkt. |